# Iridopsis subnotata
Iridopsis subnotata är en fjärilsart som beskrevs av Paul Dognin 1911. Iridopsis subnotata ingår i släktet Iridopsis och familjen mätare. Inga underarter finns listade i Catalogue of Life.